# NGC 331
NGC 331 là một thiên hà xoắn ốc có rào chắn trong chòm sao Kình Ngư. Nó được phát hiện vào năm 1886 bởi Francis Leavenworth. Nó được Dreyer mô tả là "cực kỳ mờ nhạt, rất nhỏ, tròn, ở giữa sáng hơn một chút, ngôi sao thứ 12 cường độ 3 cung phía đông bắc." Có hai ứng cử viên mà đối tượng là NGC 331: PGC 2759 hoặc PGC 3406, với ứng cử viên trước đây là ứng cử viên có nhiều khả năng hơn đối tượng sau.